# Convolvulus humilis
Convolvulus humilis é uma espécie de planta com flor pertencente à família Convolvulaceae. 
A autoridade científica da espécie é Jacq., tendo sido publicada em Coll. iv. 209. t. 32.

## Portugal
Trata-se de uma espécie presente no território português, nomeadamente em Portugal Continental.
Em termos de naturalidade é nativa da região atrás indicada.

## Protecção
Não se encontra protegida por legislação portuguesa ou da Comunidade Europeia.